# Hészükhazmus
A hészükh[i]azmus fogalma (görög: hészükhaszmosz [ἡσυχασμός]) a hészükhia fogalmából van továbbképezve (a ἡσυχία nyugalmat, csendet, beleegyezést, egyedüllétet, zavartalanságot, pihenést, megnyugvást, békét jelent). A bizánci és szláv ortodox kereszténység egy különösen spirituális formája, amely a 12. és 16. század között sok követőre talált. Ezen spirituális szemlélődés az ókori remeteszerzetesség viselkedési szabályaiban gyökerezik. Az oroszországi ortodox egyházban a 18. században reneszánszát élte a hészükhazmus.
A késő középkorban az Athosz-hegyen lakó szerzetesek a körükben elterjedt spiritualitást Hallgatag Szent Jánostól (Hészükhasztész János), (454–558) eredeztetik. Már az 557-ben lejegyzett élettörténetben fellelhetőek a később hészükhasztikusként ismertté vált imádságok. Már Remete Szent Antal, a szerzetesség ősatyja apophthegmái (szólásai), és a Alexandriai Szent Atanáz által megírt életrajza (Vita Antonii) is tartalmaz szabályokat a szerzetesi életre vonatkozólag, "a nyelv megőrzéséről", a belső ébrenlét megtartásáról (endon phülaké [ἔνδον ϕυλαϰή]) és a nyugalomról (ἡσυχία). Ezek a befolyásos írások természetesen egy ideális remete képét rajzolják, aki ezeket a szabályokat betartja.